# Loretta Harrop
Loretta Harrop (Brisbane, 17 de julho de 1975) é uma ex-triatleta profissional australiana.

## Carreira
Loretta Harrop foi medalhista olímpica de prata em Atenas 2004, em 2000 foi 5° colocada.